# Уральский федеральный университет

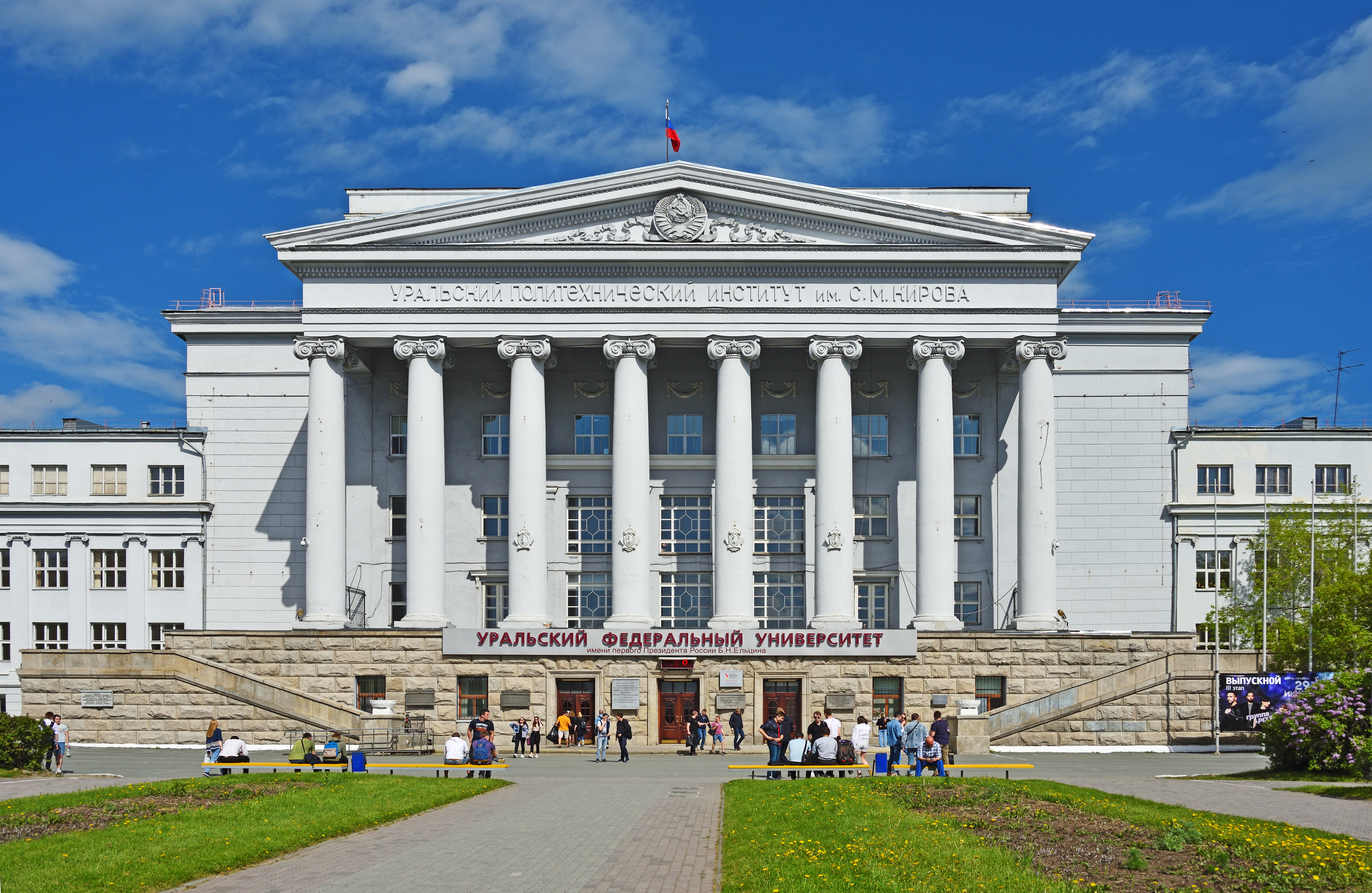
Главный учебный корпус УГТУ-УПИ

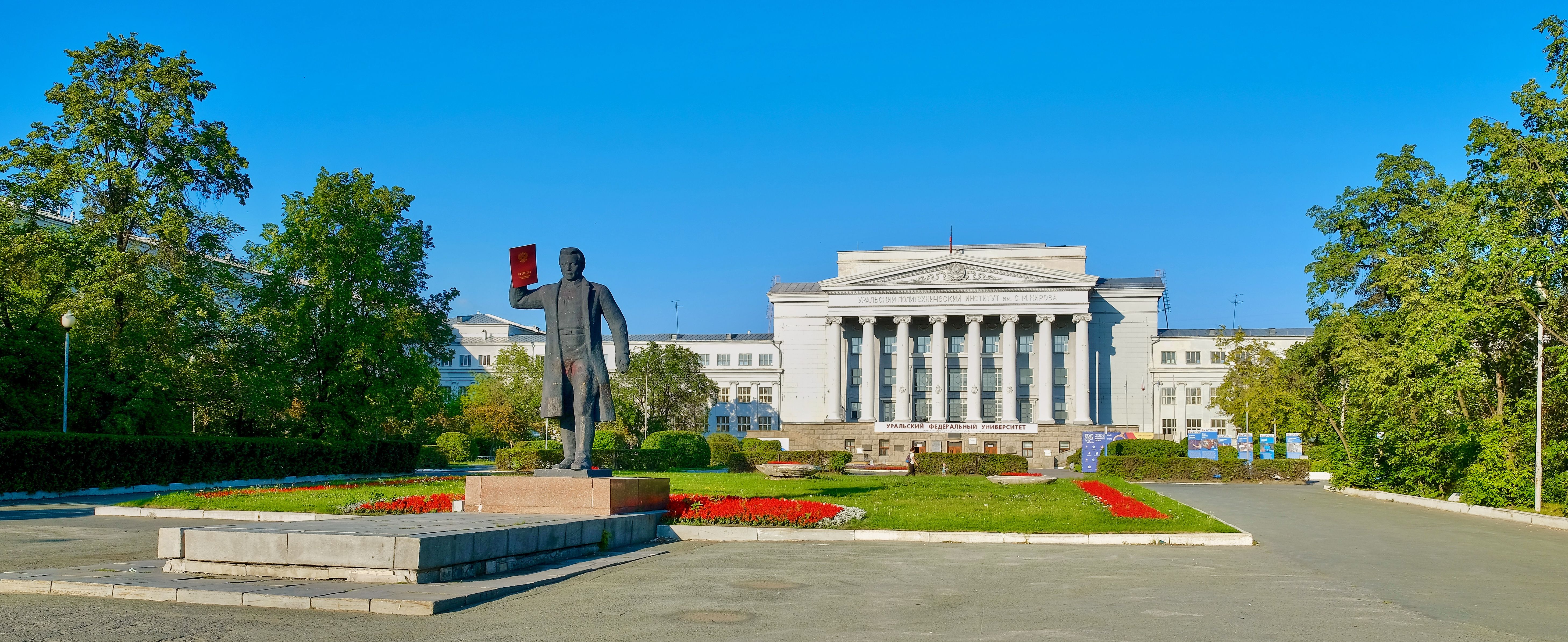
Вид на площадь Кирова и памятник С. М. Кирову

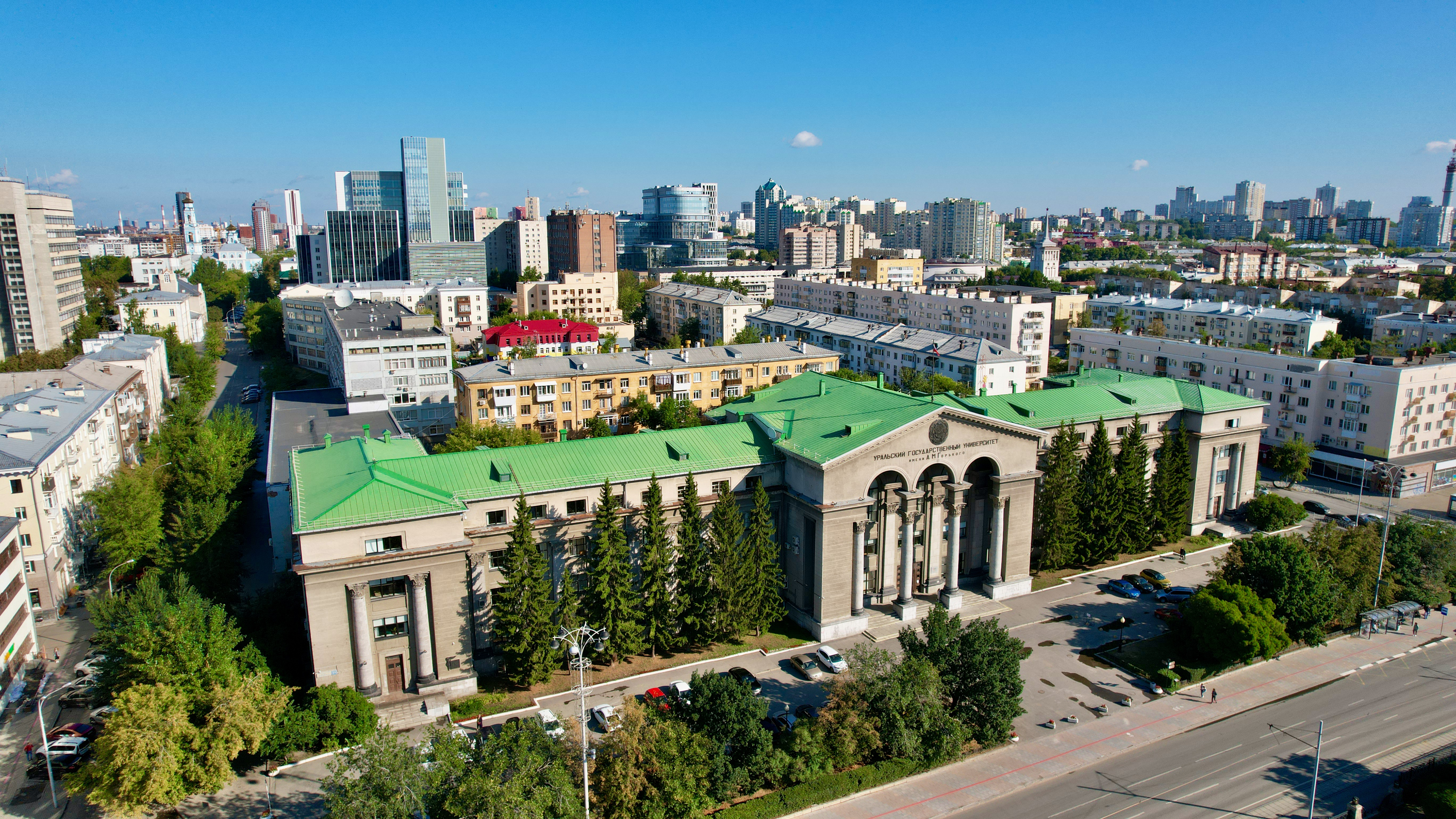
Главное здание УрГУ имени А. М. Горького

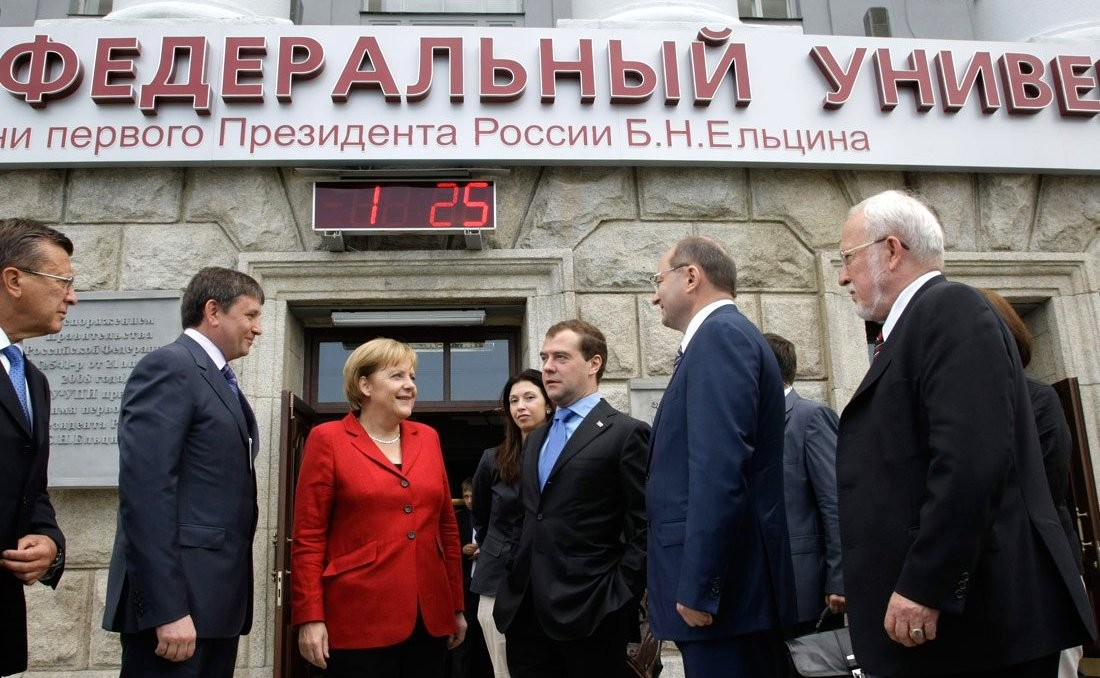
Канцлер ФРГ Ангела Меркель в УрФУ, 15 июля 2010

Ура́льский федера́льный университе́т и́мени пе́рвого президе́нта России Б. Н. Ельцина (УрФУ) — федеральный университет в Екатеринбурге, созданный на базе Уральского государственного технического университета имени первого президента России Б. Н. Ельцина по указу президента РФ Д. А. Медведева № 1172 от 21 октября 2009 года. 2 февраля 2011 года приказом министра образования и науки Российской Федерации А. А. Фурсенко № 155 к нему был присоединён Уральский государственный университет имени А. М. Горького.
С 1 сентября 2017 года Уральский федеральный университет имеет право самостоятельного присуждения учёных степеней.

## Описание
Уральский федеральный университет является крупнейшим вузом Урала, ведущим научно-образовательным центром региона и одним из крупнейших вузов Российской Федерации.
В 2023 году университет занял 3 место в Рейтинге крупнейших университетов России и 12 место в России по количеству иностранных студентов, по данным Мониторинга Министерства науки и высшего образования РФ в университете в 2023 году обучались 38 797 и 3 376 чел соответственно.
Учебный процесс обеспечивают 3782 преподавателя, среди них более 560 докторов наук и около 1900 кандидатов наук, более 30 членов государственных академий. Вуз проводит обучение по 102 направлениям бакалавриата, 90 направлениям магистратуры, 126 специальностям аспирантуры и 42 специальностям докторантуры. В университете функционирует более 30 диссертационных советов.
Исполняющий обязанности ректора — к.т.н. И.Н.Обабков (с 2025 года). До 2013 года существовал пост президента университета, с момента учреждения поста обязанности президента исполнял С. С. Набойченко, бывший ректор УГТУ-УПИ.

## История

### Создание университета
Первый университет был учреждён в городе Екатеринбурге декретом СНК РСФСР от 19 октября 1920 года. Изначально в него входили институты: горный, политехнический, медицинский, сельскохозяйственный, педагогический, общественных наук, а также рабочий факультет. Из-за нехватки преподавателей в 1922 году деление на институты было ликвидировано, в составе университета осталось 3 факультета: химико-металлургический (включавший в себя также химическое и инженерно-лесное отделения), горный и медицинский. В 1924 г. медицинский факультет был передан Пермскому государственному университету, а Уралуниверситет, который состоял из оставшихся 2 факультетов, был переименован в Уральский политехнический институт, в котором в 1925 году был организован также лесопромышленный факультет.
В последующие годы в институте были созданы (или восстановлены) факультеты: геологоразведочный, рудничный, лесопромышленный, механический. В 1929 году создан строительный факультет, а химико-металлургический разделён на химический и металлургический факультеты. В 1930 году в ходе реформы высшего образования (Постановление ЦИК СССР и СНК СССР от 23 июля 1930 г. «О реорганизации вузов, техникумов и рабфаков») УПИ был разделён на 10 институтов (вузов).

### УПИ и УрГУ
В 1931 году в качестве самостоятельного вуза был восстановлен Свердловский государственный университет (в 1936 году ему было присвоено имя А. М. Горького, который принимал активное участие в организации Уралуниверситета в 1920 году). 22 июня 1934 года на базе 7 из 10 вузов был воссоздан УПИ, тогда же он стал называться Уральским индустриальным институтом (УИИ) (в 1934 году институту присвоено имя С. М. Кирова).
Таким образом, начиная с середины 1930-х годов в Свердловске существовало два независимых крупных вуза. В 1945 году Свердловский государственный университет был переименован в Уральский государственный университет имени А. М. Горького. В свою очередь, в 1948 году Уральский индустриальный институт был снова переименован в Уральский политехнический институт (УПИ). 24 декабря 1992 года УПИ преобразован в Уральский государственный технический университет (УГТУ) (приказ Министерства науки, высшей школы и технической политики РФ от 24 декабря 1992 года № 1133). 21 апреля 2008 года распоряжением 541 Уральскому государственному техническому университету присвоено имя его выпускника Бориса Ельцина.

### Большой евразийский университет
В начале 2000-х годов у администрации Свердловской области и руководства двух крупнейших вузов Екатеринбурга — УГТУ-УПИ и УрГУ — появилась идея создания Большого Евразийского государственного университета (БЕГУ) путём объединения технического и классического университетов, а также ряда других вузов. Проект университета включал в себя строительство университетского городка на месте леса за озером Малый Шарташ и был включён в Генеральный план Екатеринбурга. Несмотря на поддержку областного руководства в лице Э. Э. Росселя, строительство БЕГУ скептически воспринималось в Уральском государственном университете, сторонники интеграции потерпели поражение на выборах ректора в 2007 году. В декабре 2008 года было объявлено о закрытии проекта БЕГУ и о формировании на базе сделанных наработок Уральского федерального университета (УрФУ). Новая концепция менее амбициозна, но поддерживается в Министерстве образования РФ.

### Создание федерального университета
В дальнейшем (в свете организации в России федеральных университетов) было принято решение ходатайствовать о создании федерального университета на базе двух вузов.
Уральский федеральный университет имени первого президента России Б. Н. Ельцина основан по указу президента РФ Д. А. Медведева № 1172 от 21 октября 2009 года. Согласно президентскому указу, УрФУ создан на базе государственного образовательного учреждения высшего профессионального образования «Уральский государственный технический университет — УПИ имени первого президента России Б. Н. Ельцина».
2 апреля 2010 года вышло распоряжение Правительства Российской Федерации о создании федерального государственного автономного учреждения высшего профессионального образования «Уральский федеральный университет имени первого президента России Б. Н. Ельцина».
8 апреля 2010 года председатель правительства РФ В. В. Путин в Новосибирске (на совещании о модернизации высшего профессионального образования в России) объявил о назначении на пост ректора Уральского федерального университета бывшего главы правительства Свердловской области, кандидата исторических наук Виктора Кокшарова. Распоряжение было подписано 9 апреля.
2 февраля 2011 года министром образования и науки Российской Федерации А. А. Фурсенко подписан приказ № 155 о реорганизации УрФУ путём присоединения к нему УрГУ (п. 1) в течение трёх месяцев (пп. 5.1 и 5.4).
Впоследствии 12 мая 2011 года в Единый государственный реестр юридических лиц была внесена запись о прекращении деятельности Уральского государственного университета имени А. М. Горького как юридического лица, а также о соответствующей реорганизации УрФУ путём присоединения УрГУ.

## Структура

### Институты
- Институт экономики и управления
- Институт новых материалов и технологий
- Институт естественных наук и математики
- Институт радиоэлектроники и информационных технологий — РтФ
- Институт физической культуры, спорта и молодёжной политики
- Институт фундаментального образования
- Институт строительства и архитектуры
- Уральская передовая инженерная школа «Цифровое производство»
- Уральский гуманитарный институт[19]
- Уральский энергетический институт
- Физико-технологический институт
- Химико-технологический институт
- Институт технологий открытого образования
- Центры дополнительного профессионального образования
- Военный учебный центр имени Героя Советского Союза Б. Г. Россохина[20]

### Сотрудничество со школами
Лицей № 130 (Лицей УГТУ-УПИ)

### СУНЦ УрФУ
Специализированный учебно-научный центр был создан в составе Уральского государственного университета имени А. М. Горького в 1990 году.
У истоков СУНЦ УрГУ стояли известные в России и в мире учёные: академик Н. Н. Красовский, академик С. В. Вонсовский, профессор П. Е. Суетин, профессор Р. А. Пихоя, профессор З. И. Урицкий, профессор А. Г. Гейн.
СУНЦ УрГУ стал четвёртым в стране (после Московского, Новосибирского и Санкт-Петербургской Академической гимназии) федеральным центром образования одарённых старшеклассников.
В СУНЦ УрФУ преподают 11 профессоров, докторов наук, 30 доцентов, кандидатов наук, 14 Соросовских учителей.

### Филиалы и представительства
- Нижнетагильский технологический институт
- Политехнический институт в г. Каменск-Уральский

Также УрФУ имеет филиалы в следующих городах Свердловской области: Верхняя Салда, Ирбит, Краснотурьинск, Невьянск.
Представительства расположены в городах: Каракол (Киргизия), Костанай (Казахстан), Сухум (Абхазия).

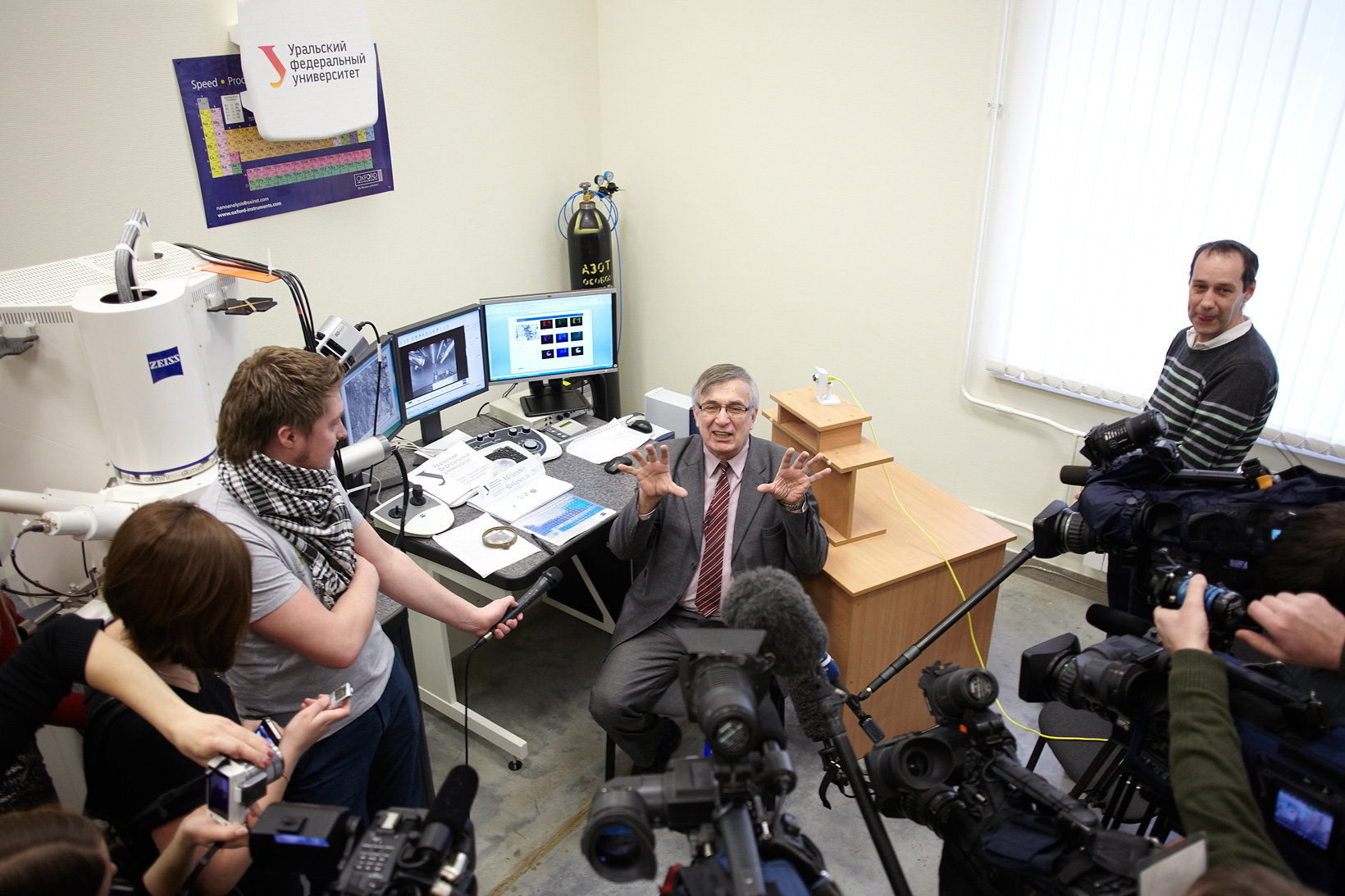
Доцент Физико-технологического института УрФУ Виктор Гроховский объявляет прессе о подлинности найденных фрагментов Чебаркульского метеорита

.

### Упразднённые подразделения
- Институт гуманитарных наук и искусств (в июне 2017 года включён в состав Уральского гуманитарного института)[19];
- Институт социальных и политических наук (в июне 2017 года включён в состав Уральского гуманитарного института)[19].

### Музейно-выставочный комплекс
Музейно-выставочный комплекс Уральского федерального университета — объединённый музей истории УГТУ-УПИ.

## Деятельность
В 2011 году республиканский исследовательский научно-консультационный центр экспертизы (ФГУ НИИ РИНКЦЭ) включил УрФУ в пятёрку российских вузов, которые наиболее эффективно развивают свою инновационную деятельность. По соответствующим ключевым показателям УрФУ занял четвёртое место после МГУ, ТГУ и МГТУ. По данным НИИ РИНКЦЭ, УрФУ в 2010 году произвёл работ и услуг на 14,6 млн рублей и продукции — на 17,7 млн рублей. В МГУ те же показатели составили, соответственно, 1,04 млн и 5 млрд, в ТГУ — 1,08 млрд и 214 млн рублей, в МГТУ — 1,8 млрд и 1,7 млн рублей. В то же время по количеству реализуемых проектов (соответственно, 101 и 134) УрФУ приблизился к ТГУ и обошёл МГУ и МГТУ (соответственно, 96 и 3). При этом УрФУ получил из госбюджета в 2010 году на развитие инновационной инфраструктуры 34,3 млн рублей, тогда как московские и томский университеты — по 42,9 млн рублей.
В июле 2013 года УрФУ вошёл в число 15 вузов Российской Федерации, получивших право на дополнительное финансирование в рамках конкурса на вхождение в мировые рейтинги университетов.
На март 2016 года в ректорате УрФУ числились: 1 ректор, 2 первых проректора, 3 заместителя первого проректора, 7 проректоров и 10 заместителей проректоров. Столь странные должности как зампроректора (по сути заместитель заместителя ректора) возникли вследствие объединения двух вузов, когда для бывших проректоров пришлось создавать новые управленческие места. Например, проректор УрГУ по научной работе А. О. Иванов стал в УрФУ заместителем проректора по науке. На конец 2015 года в УрФУ из 9187 ставок работников 1292 ставки относились к административно-управленческому персоналу. Таким образом административный аппарат составлял около 14 % работников вуза. Научных работников в университете было почти вдвое меньше — 670 ставок на конец 2015 года.
В начале 2015 года был установлен оклад для преподавателя с учёной степенью около 14,5 тыс. рублей. При этом реальные зарплаты профессоров со всеми надбавками почти не отличались от низких окладов. В сентябре 2015 года за половину ставки профессора, имеющего степень доктора наук, университет платит только 12 тыс. рублей в месяц. В сентябре 2015 года и эти зарплаты было решено сократить путём перевода части преподавателей на одну восьмую ставки (профессор при такой нагрузке получает около 3 тыс. рублей) для чего преподавателям предложили изменить трудовые договора. При этом в вузе применили методику расчёта нагрузки, где 159 часов учебной нагрузки в год у профессора — это одна восьмая от учебной нагрузки на ставку (900 часов в год). Молодой доцент, кандидат наук А. В. Ладыгин заработал от УрФУ за 2015 год 232,5 тыс. руб., то есть в среднем менее 20 тыс. руб. в месяц. Ректор УрФУ в 2014 году заработал 11,845 млн рублей. В 2015 году доходы ректора превысили уже 12,8 млн рублей.
В 2015 году доцент УрФУ была осуждена за получение взяток в период с 2012 по 2013 годы на общую сумму в 50 тыс. рублей, которые она брала за проставление зачётов без проверки знаний, к 3,5 годам колонии общего режима со штрафом. Согласно судебному решению, жалобу на неё в правоохранительные органы подал один из проректоров по учебной работе УрФУ. В апелляции Свердловский областной суд смягчил наказание до штрафа и переквалифицировал её действия на мошенничество.
В 2016 году Уральский федеральный университет опубликовал документы, из которых следует, что в вузе есть подразделения, руководители которых назначаются на должности только по согласованию с ФСБ. По данным СМИ немало действующих и бывших работников ФСБ и их родственников по состоянию на 2016 год занимали должности в ректорате УрФУ: проректор по общим вопросам В. Козлов, советник ректора В. Ильиных, заместитель проректора К. Половнев.
В октябре 2017 года министр образования и науки Российской Федерации Ольга Васильева заявила, что Уральский федеральный университет не соответствует министерским представлениям об эффективности.
По состоянию на 2017 год в университете велось «охранное» видеонаблюдение в 100 аудиториях из 500 имеющихся. Эта практика существует (по данным, которые сообщил пресс-секретарь вуза в мае 2017 года) около трёх лет. С 2017 года начата трансляция записей лекций с этих камер.
С 1 сентября 2017 года Уральский федеральный университет имеет право самостоятельного присуждения учёных степеней.
В преддверии Универсиады-2023 планируется возвести пять общежитий, медцентр, лаборатории и конференц-залы. Кампус будет рассчитан на 8,5 тысяч человек. На строительства объекта Свердловская область привлекла 5 миллиардов рублей. В 2024 году в два полностью готовых студенческих корпуса первой очереди, рассчитанных на 3400 человек, подали заявления около 1700 студентов.

### Издательская деятельность
У университета есть своё научное издательство. Издаётся ряд рецензируемых научных журналов:
- Changing Societies & Personalities,
- Chimica Techno Acta,
- International Journal of Energy Production and Management,
- Journal of Applied Economic Research,
- Journal of Tax Reform,
- Koinon,
- Lurian Journal,
- Quaestio Rossica,
- R-Economy,
- Russian Journal of Construction Science and Technology,
- Tempus et Memoria,
- Ural Mathematical Journal,
- Ural Radio Engineering Journal,
- «Аналитика и контроль»,
- «Античная древность и средние века»,
- «Вопросы ономастики»,
- «Известия Уральского федерального университета. Серия 1. Проблемы образования, науки и культуры»,
- «Известия Уральского федерального университета университета. Серия 2. Гуманитарные науки»,
- «Университетское управление: практика и анализ»,
- «Уральское востоковедение»,
- «Экономика региона».

### Научно-исследовательская деятельность
Научный коллектив УрФУ представлен научными работниками (670 ставок на конец 2015 года), профессорско-преподавательским составом и аспирантами. Научная деятельность принесла университету в 2015 году 582,5 млн руб. На 2015 год было запланировано набрать 225 докторантов на контрактной основе, но не удалось набрать ни одного.
В УрФУ работают высококвалифицированные коллективы учёных, среди них более 650 докторов наук и около 2100 кандидатов наук, 30 членов государственных академий. Научно-исследовательская работа ведётся, помимо кафедр, в двух научно-исследовательских институтах: институт физики и прикладной математики и институт русской культуры. В составе университета: астрономическая обсерватория, расположенная в Коуровке, ботанический сад, биостанция, несколько десятков отраслевых и вузовско-академических лабораторий, а также две зональные библиотеки, общий библиотечный фонд которых составляет около 3,2 млн единиц хранения.
Фундаментальные и прикладные исследования ведутся по важнейшим направлениям науки и техники. УрФУ — участник пяти Федеральных целевых программ (ФЦП) в частности «Развитие инфраструктуры наноиндустрии Российской федерации на 2008 −2012 годы», «Исследования и разработки по приоритетным направлениям развития научно-технологического комплекса России на 2007—2012 годы», «Научные и научно-педагогические кадры инновационной России» на 2009—2013 годы и др. Научные исследования проводятся за счёт средств государственного бюджета, выделенных на выполнение фундаментальных и поисковых исследований по важнейшим направлениям науки и техники, государственных и ведомственных научно-технических программ, конкурсов грантов, за счёт средств отраслевых министерств, ведомств, объединений, а также предприятий и организаций — на договорной основе.
УрФУ осуществляет подготовку научных кадров высшей квалификации в рамках послевузовского образования через стажерство, очную и заочную аспирантуру, соискательство и докторантуру по более чем 100 специальностям ВАК. В УрФУ действуют 30 диссертационных советов по физико-математическим, химическим, техническим, экономическим, политическим, социологическим, философским, психологическим, филологическим, историческим наукам, по культурологии и искусствоведению. В августе 2017 года было опубликовано решение Правительства Российской Федерации, которое разрешило с 1 сентября 2017 года Уральскому федеральному университету самостоятельно присуждать учёные степени.
УрФУ и Технический университет УГМК
Уральский федеральный университет сыграл значительную роль в создании единственного в России частного технического вуза — Технического университета УГМК. Летом 2013 года на выставке «Иннопром-2013» было заключено соглашение между УГМК и УрФУ о создании для нового вуза специальной кафедры «Металлургия». Кроме того, на создание этого вуза, открытого в сентябре того же года, Уральский федеральный университет выделил 176 млн рублей. 2 сентября 2014 года при Техническом университете УГМК был открыт Научно-исследовательский центр. Тесная связь двух вузов выражается в том, что функционирование центра поддерживают созданная в 2013 году кафедра УрФУ «Металлургия» (её возглавляет директор Института материаловедения и металлургии УрФУ доктор технических наук В. А. Мальцев) и входящее в состав УГМК Акционерное общество «Уралэлектромедь». УрФУ закупил специальное научное оборудование, потратив на него 171 млн руб., а УГМК выделила 200 млн руб. на строительство и оснащение 4-х этажного здания.
В 2022 году в научной лаборатории астрохимических исследований УрФУ была запущена созданная по собственному проекту криогенная сверхвысоковакуумная экспериментальная установка для создания межзвездного льда, которая имитирует условия космического пространства. В апреле 2025 года в университете начали собирать вторую аналогичную установку, работы планируется закончить до конца года.

## Репутация и рейтинги
В 2011 и в 2012 году университет занимал 451—500 место (из 712) в международном рейтинге QS World University Rankings, в 2017 году — 601—650, в 2018 году — 491—500 место, в 2019 году — 412 место, в 2020 году — 364 место. В 2023 году университет занял 331 место в том же рейтинге.
В 2014 году агентство «Эксперт РА» присвоило высшему учебному заведению рейтинговый класс «В», означающий «очень высокий» уровень подготовки выпускников; единственным ВУЗом в СНГ получившим в данном рейтинге класс «А» («исключительно высокий уровень») стал МГУ.
В 2015 году университет потерял позиции в рейтинге QS World University Ranking. УрФУ делит строчку с 601—650 место с другими университетами, тогда как годом ранее находился на 551 позиции.
В 2019—2021 годах, по данным нескольких международных рейтингов университетов, УрФУ входил в десятку лучших университетов России.
В 2019 году университет занимал 290 место в Рейтинге агентства RAEX Аналитика «Три миссии университета», в 2020 — 286 место; в 2021 — 257 место; в 2022 году — 237 место.
В 2022 году занял 11 место в рейтинге RAEX «100 лучших вузов России» и 10 место в рейтинге влиятельности вузов России (RAEX), 2022. В предметных рейтингах RAEX Уральский федеральный университет входит в списки лучших вузов по 21 направлениям подготовки.
В 2024 году университет занял 4 место в России в Академический рейтинг университетов мира (ARWU).
В 2025 RAEX признало УрФУ лучшим университетом страны по предметному охвату.

## Награды
- 7 января 1967 года — орден Трудового Красного Знамени Указом Президиума Верховного Совета СССР.
- 10 февраля 1981 года — орден Трудового Красного Знамени (Монголия) Указом Президиума Великого Народного Хурала Монгольской Народной Республики.
- 17 ноября 2011 года — золотая медаль в номинации «Самое креативное корпоративное видео», и стал абсолютным победителем конкурса, получив звание «QS-Apple Creative Idol» за фильм о выпускниках университета «Посвящается молодым…»[63][64]
- 23 октября 2020 года — орден Сухэ-Батора (высшая награда Монголии) указом президента Монголии.

## Галерея

Корпуса институтов
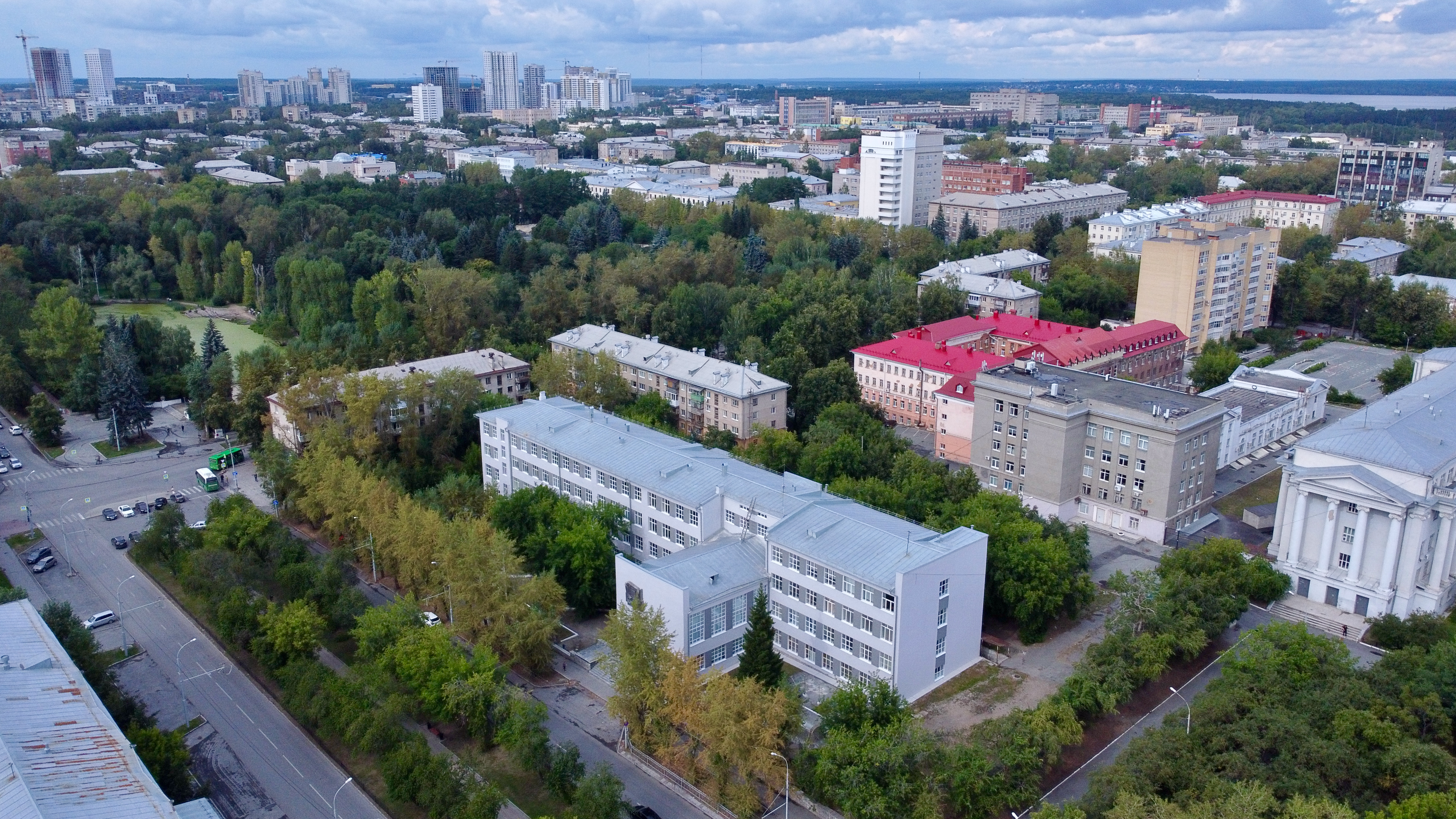
Строительный институт
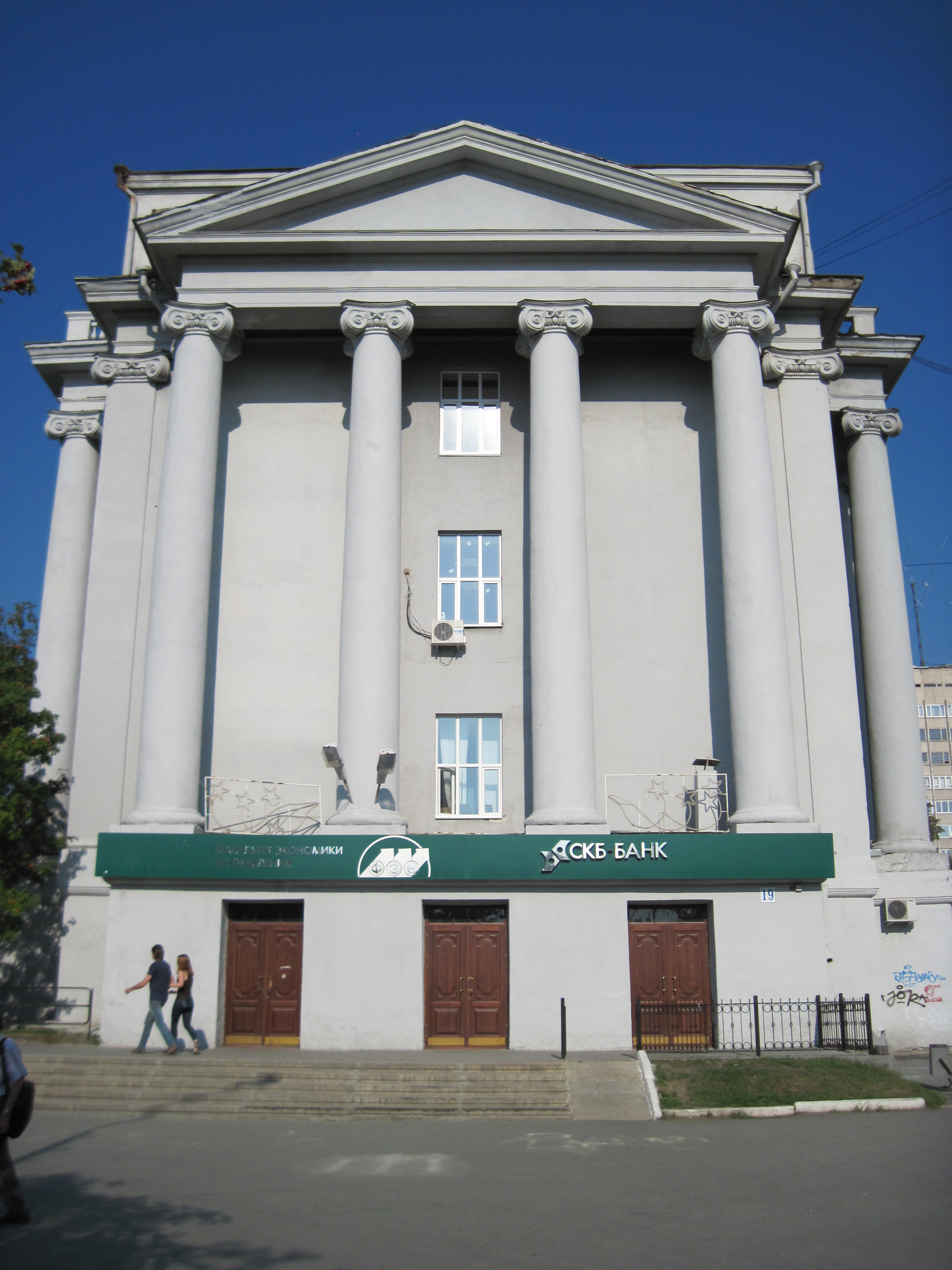
Высшая школа экономики и менеджмента (корпус на ул. Мира)
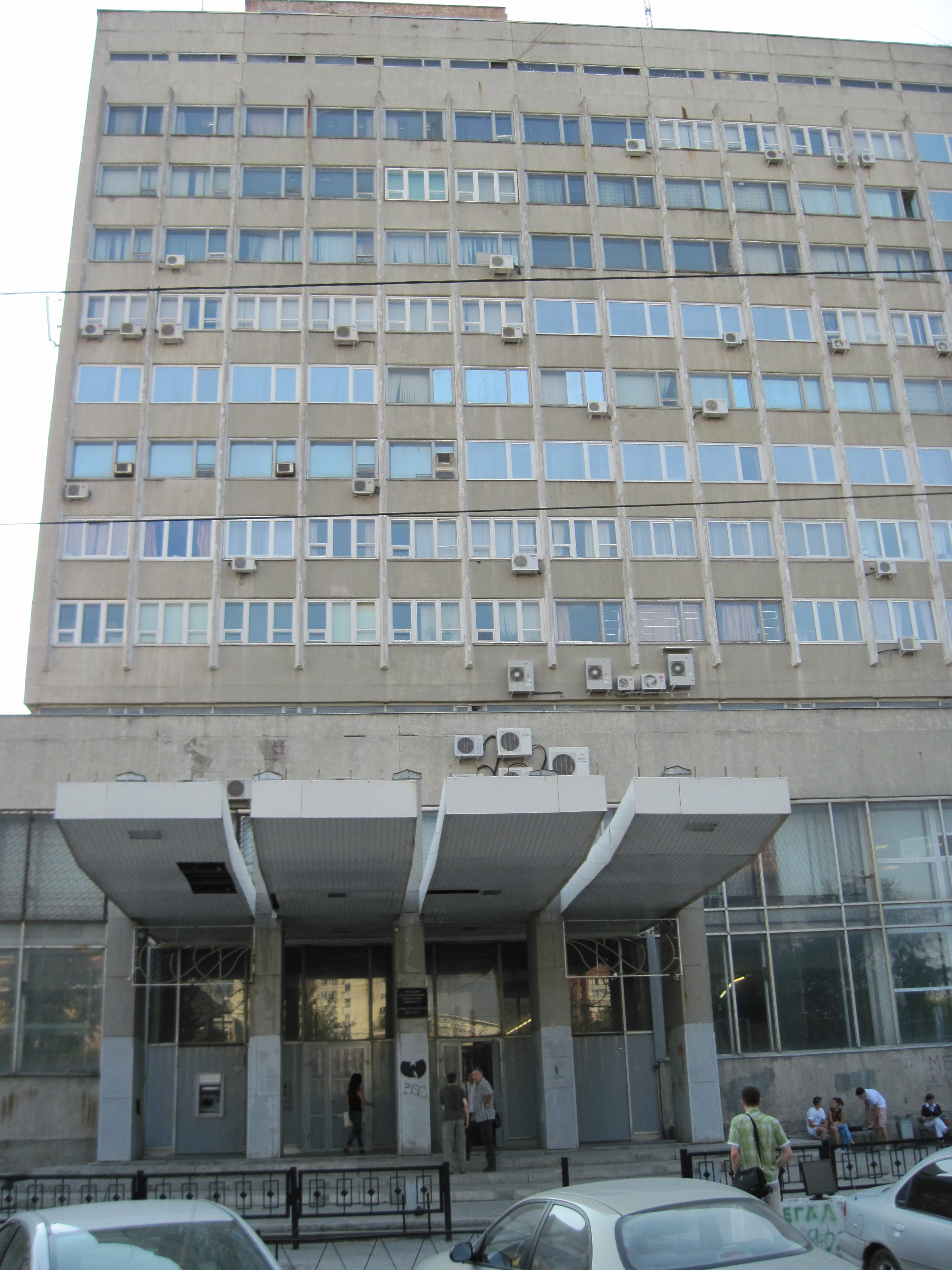
Уральский энергетический институт
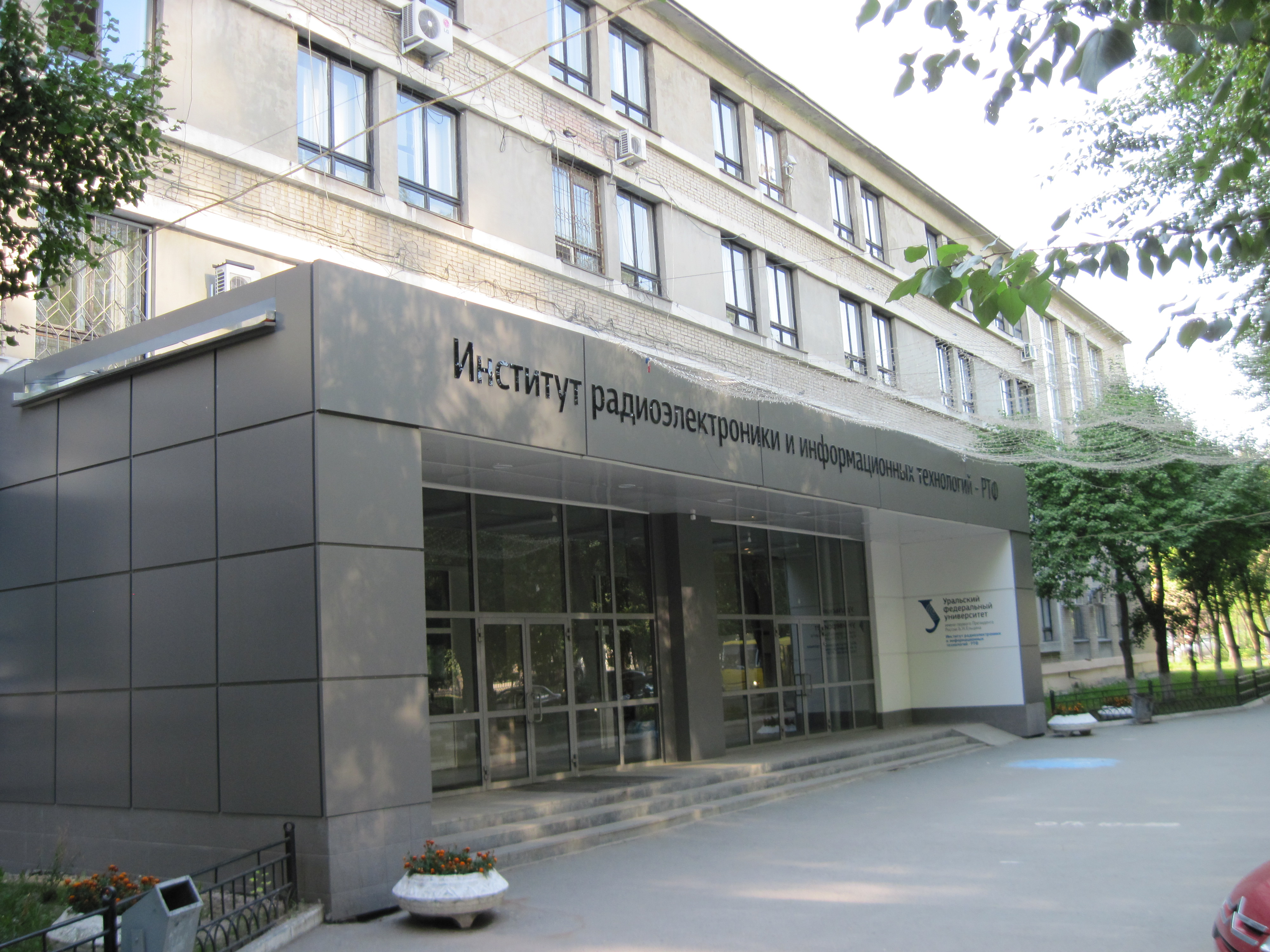
Институт радиоэлектроники и информационных технологий - РТФ
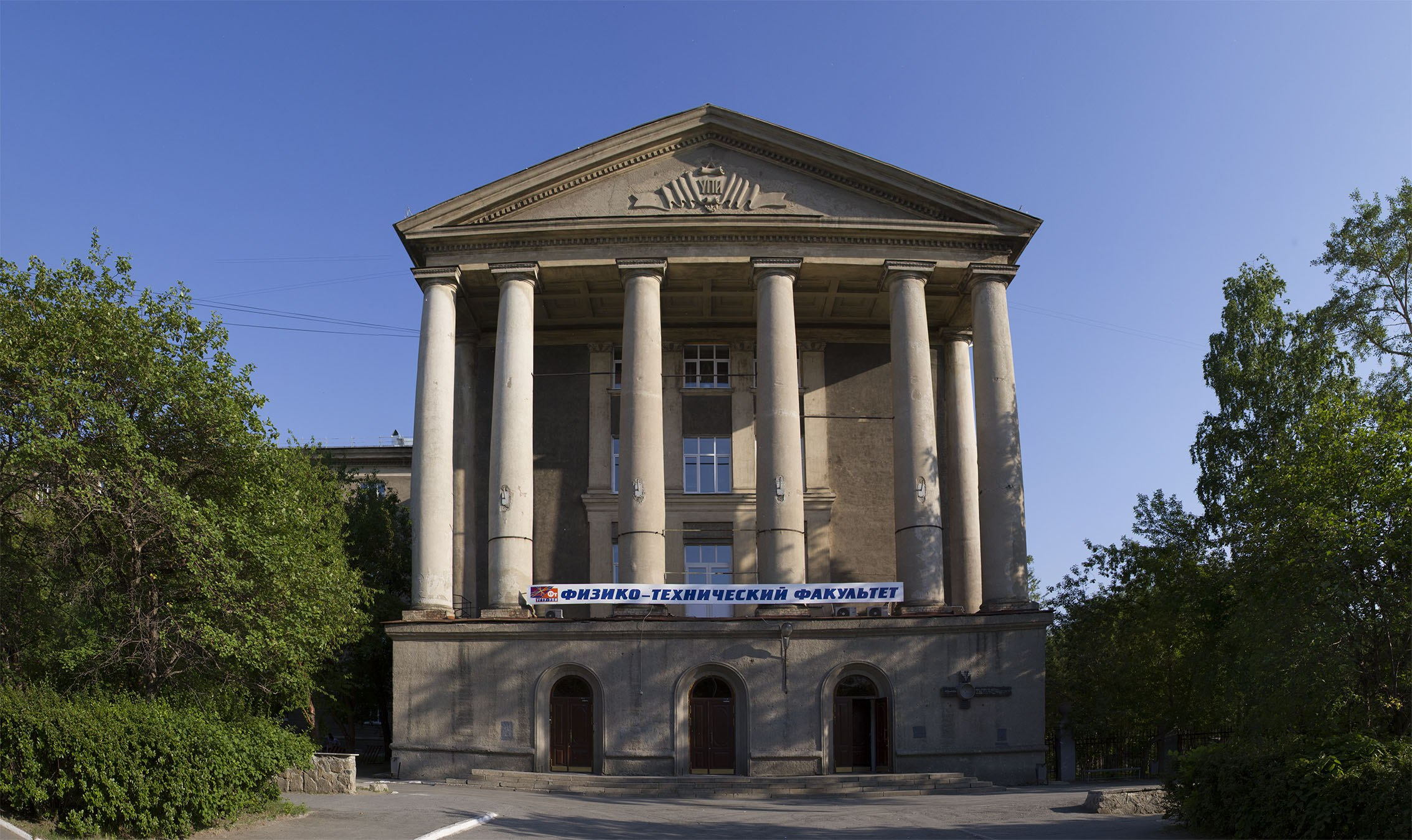
Физико-технологический институт
Институт естественных наук
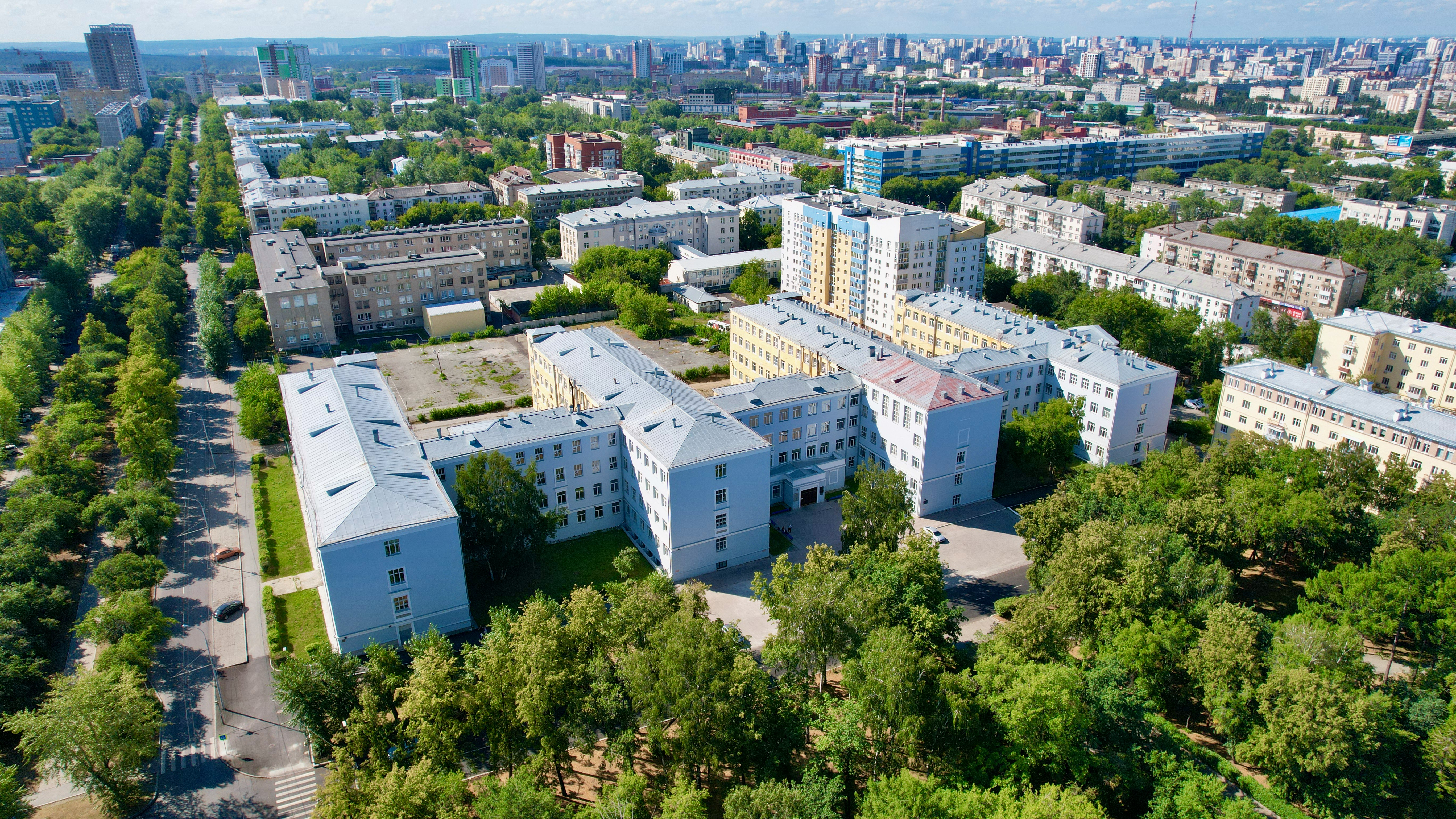
Химико-технологический институт и Институт материаловедения и металлургии
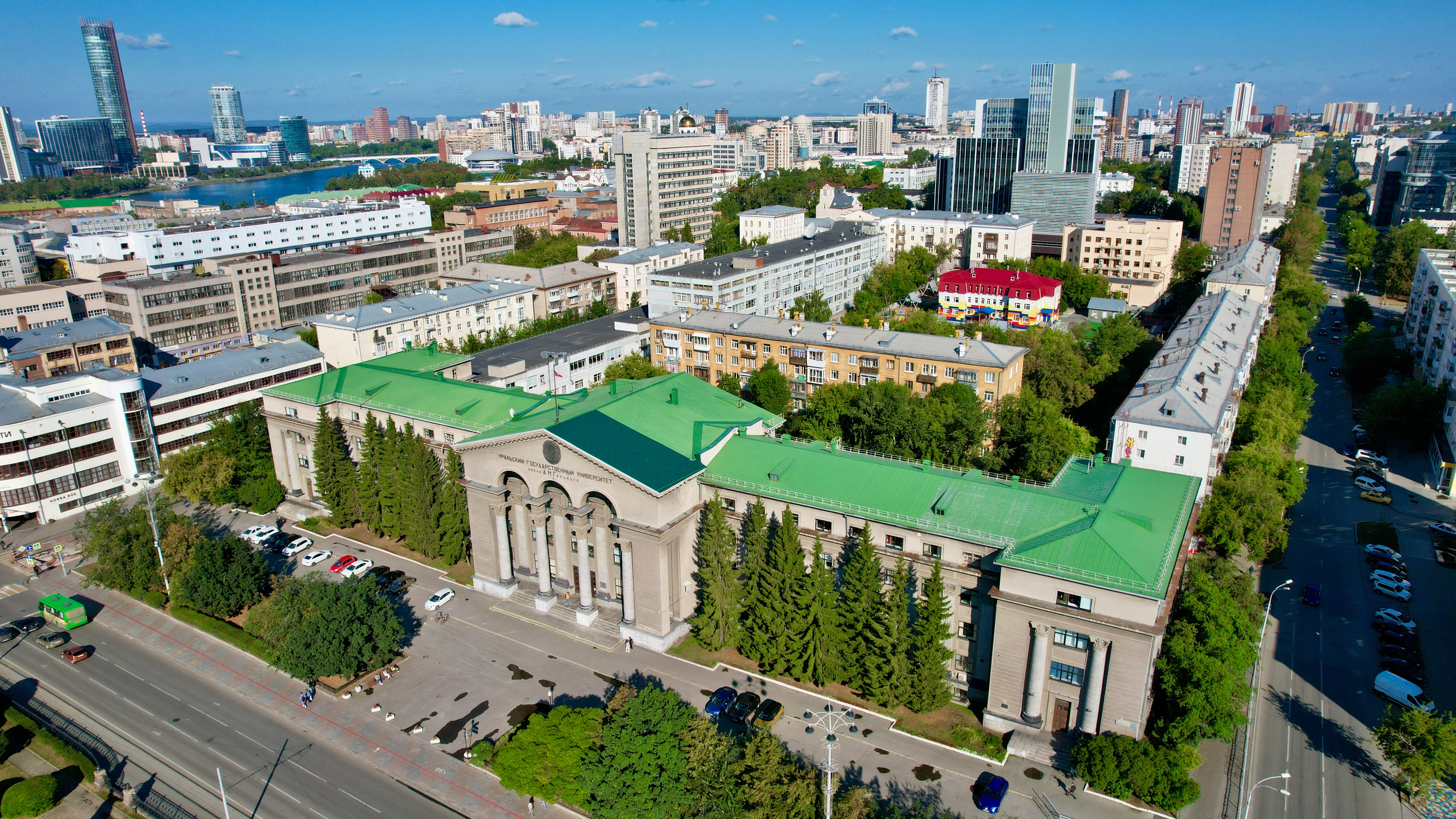
Уральский гуманитарный институт (слева примыкает здание департамента математики, механики и компьютерных наук)